# Amusurgus hainanensis
Amusurgus hainanensis is een rechtvleugelig insect uit de familie krekels (Gryllidae). De wetenschappelijke naam van deze soort is voor het eerst geldig gepubliceerd in 2010 door He, Li, Fang & Liu.